# Полотёр

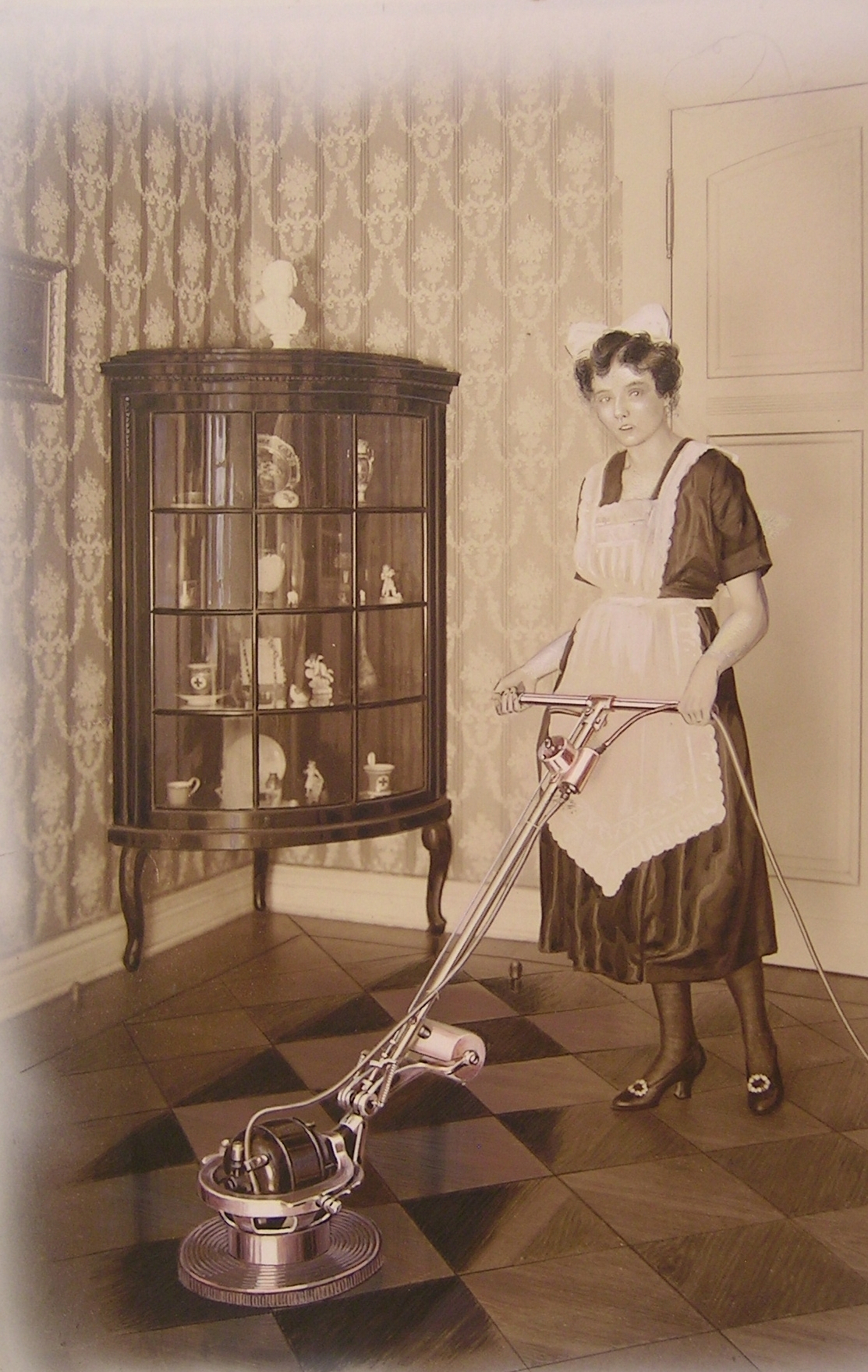
Полотёр 1912 года

Полотёр — машина для очистки, полировки либо натирания различных нековровых напольных покрытий — чаще всего дощатых, мраморных, кафельных, пластикатовых, паркетных, реже линолеумных полов. Обычно состоит из нескольких круглых вращающихся щёток и мягких шайб, приводимых во вращение электродвигателем. Материалом для изготовления щёток полотёров может служить натуральная или искусственная щетина, для шайб используются сукно или фетр. Практически у любого современного полотёра предусмотрена регулировка скорости вращения. Выпускаются как небольшие полотёры для домашнего использования, так и крупные, предназначенные для уборки, например, больших коридоров общественных зданий или станций метрополитена. Такие полотёры для удобства их перемещения часто снабжены колёсами. Встречаются также самоходные и автоматические модели.
Первый проект полотёра был разработан австро-венгерским инженером Альфредом Понграцем (патент 166534 от 30 августа 1904), однако техническое несовершенство изобретения привело автора к банкротству и не позволило начать серийное производство. Вариант Понграца был, однако, доработан берлинским инженером Эрнстом Франке по заказу компании AEG. Его полотёр Victor, ставший прообразом современного полотёра, поступил в серийное производство в 1912 году: он состоял из электродвигателя и съёмного диска с одной щёткой и был запатентован лишь в декабре 1926 года. Вместе с тем в январе 1914 года Франке получил отдельный патент на важное усовершенствование своего полотёра: компенсацию момента силы, создаваемого вращающейся щёткой, благодаря чему человек, моющий полотёром пол, мог легче регулировать его перемещение во всех горизонтальных направлениях.
В СССР термин «полотёр» мог применяться к различным ручным, механическим и электрическим машинам для очистки полов.